# Jaciment arqueològic de l'oliverar de Can Querol
El jaciment arqueològic de l'Oliverar de Can Querol se situa en una cronologia del Paleolític al Neolític. Es troba en el municipi de Sant Pere de Riudebitlles, a la comarca de l'Alt Penedès.
Es coneix poca informació sobre aquest jaciment, actualment és una explotació agropecuària, durant entre els anys 1978 i 1983 hi van fer diverses prospeccions Antoni Freixes i Artur Cebriá. S'hi van trobar diversos materials i tipologies d'elements lítics: ascles i làmines, rascadors, nuclis i altres elements datats fins al Mosterià. Laminetes i ascles del Neolític, així com una destral polida.